# Coudons
Coudons är en kommun i departementet Aude i regionen Occitanien  i södra Frankrike. Kommunen ligger  i kantonen Quillan som ligger i arrondissementet Limoux. År 2022 hade Coudons 53 invånare.

## Befolkningsutveckling
Antalet invånare i kommunen Coudons
Referens: INSEE